# ルクセンブルクの国旗
ルクセンブルクの国旗（Flag of Luxembourg）は、赤・白・水色の三色旗。1845年から1848年の間に初めて使用され、公式には1972年6月23日に制定された。
1830年のベルギー独立革命の際、初めてこれらの三色が使用され、1845年6月12日に水平三色旗のデザインが定着した。ただし法律で国旗が規定されるのは前述の通り1972年になってからである。同じくベネルクスに属するオランダの国旗と似たデザインだが、オランダは濃い青を使用するのに比べ、ルクセンブルクは明るい水色と法律で規定された。また、オランダの国旗と比べ縦横の比率も異なっている。

? ルクセンブルクの商船旗（5:7）
? 縦横比1:2の別タイプ
? 縦横比2:3の別タイプ

## 歴史的な旗

?ベルギー合衆国の旗（1789年～1790年）
?オーストリア領ネーデルラントの旗
?オーストリア領ネーデルラントの旗
?ネーデルラント連合王国の旗（1815年～1830年）